# 자코모 마테오티

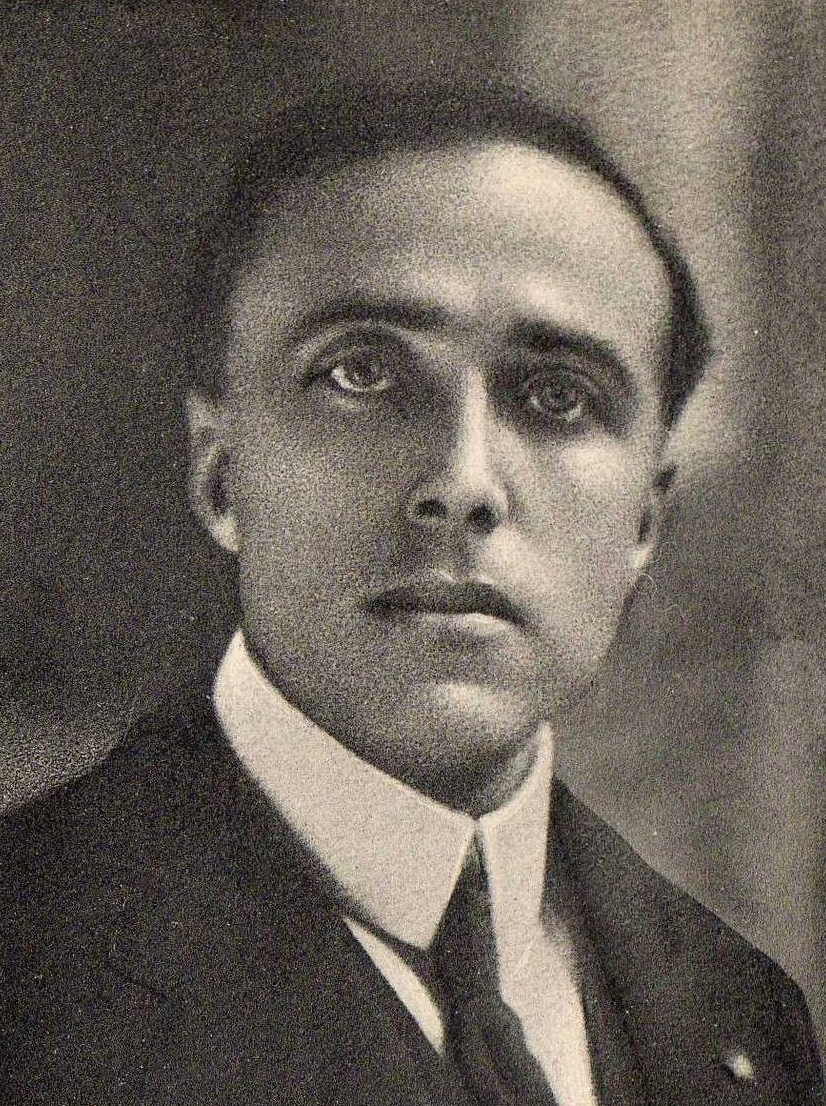

자코모 마테오티(Giacomo Matteotti, 1885년 5월 22일 – 1924년 6월 10일)는 이탈리아의 사회주의 정치인이자 단일 사회당 (PSU)의 비서였다. 그는 1919년, 1921년, 1924년에 세 번 대의회 의원으로 선출되었다. 1924년 5월 30일, 그는 이탈리아 의회에서 파시스트들이 1924년 총선에서 부정행위를 저질렀다고 공개적으로 비난했으며, 표를 얻기 위해 사용한 폭력을 규탄했다. 11일 후, 그는 베니토 무솔리니의 비밀 정치 경찰에 의해 납치되어 살해되었다.

## 어린 시절과 교육
마테오티는 1885년 베네토주의 로비고도 프라타 폴레시네의 부유한 가정에서 태어났다.
그는 볼로냐 대학교에서 법학을 졸업했다. 무신론자이자 초기부터 사회주의 운동과 이탈리아 사회당 (PSI)의 활동가였던 그는 이탈리아의 제1차 세계 대전 참전에 반대했으며, 이로 인해 전쟁 중 시칠리아에 억류되기도 했다.

## 정치 경력
그는 1919년, 1921년, 1924년에 세 번 대의회 의원으로 선출되었다.
필리포 투라티의 추종자였던 마테오티는 보다 급진적인 이탈리아 사회당과의 분열 이후 이탈리아 대의원에서 개혁주의 단일 사회당 (PSU)의 지도자가 되었다.

### 파시즘에 대한 반대
마테오티는 파시즘과 베니토 무솔리니에 대해 공개적으로 반대했으며, 한동안 국가 파시스트당 (NFP)에 대한 야당의 지도자였다. 1921년에 그는 이탈리아 파시스트의 행위에 대한 사회주의적 조사(Inchiesta socialista sulle gesta dei fascisti in Italia)라는 소책자에서 파시스트의 폭력을 비난했다.
그가 살해되기 1년 전, "무솔리니 자신이 창간한 신문인 일 포폴로 디탈리아(Il popolo d’Italia) 지면에 그에 대한 명확한 경고가 나타났다."
1924년에 그의 책 파시스트 폭로: 파시스트 지배의 한 해(The Fascisti Exposed: A Year of Fascist Domination)가 출판되었고, 그는 대의원에서 파시즘을 비난하고 협박과 민병대 폭력이 특징이었던 지난 선거가 "무효"라고 선언하는 두 차례의 열정적이고 긴 연설을 했다.
마테오티는 1924년 5월 30일 의회 연설에서 폭력을 강력하게 비판하며, "나폴리에서 헌정 야당의 수장이 개최하려던 회의는 도시로 개입한 무장 단체의 동원으로 인해 저지되었다"고 말했으며, 이를 1924년 선거의 부정행위로 보았다 (그러나 선거는 아체르보 법 덕분에 PNF에 의해 승리했으며, 이는 파시스트들에게 다수를 보장하는 선거 제도를 확립했다). 일부 이론에 따르면, 이 연설이 그의 살해의 유일한 원인은 아니었다. 사실, 렌초 데 펠리체의 에세이 『파시즘의 짧은 역사』에 따르면, 마테오티는 사회주의 노조와 파시스트 세력의 동맹을 공개적으로 비난했다. 더욱이, 그는 신클레어 오일이 무솔리니에게 이탈리아 지배하의 석유 매장량 개발 허가를 얻기 위해 뇌물을 주었다는 증거를 발견했을 수 있으며, 영국 노동당과의 연계로 인해 무솔리니에게 위험하다고 간주되었다.

## 개인 생활
1912년 그는 유명한 바리톤 루포 티타의 여동생인 벨리아 티타를 만났고, 1916년 시민 결혼식을 올렸다. 그들은 세 명의 자녀를 두었는데, 잔카를로(1918–2006), 마테오(1921–2000), 이사벨라(1922–1994)이다.
1924년 마테오티가 암살된 후, 그의 아내 벨리아는 1933년 9월까지 가택 연금 상태에 있었지만, 그녀의 마음과 건강은 망가졌고 이듬해 사망했다. 그녀를 도왔던 카를로 로셀리와 같은 여러 사람들도 투옥되었다. 마테오티의 아들 잔마테오(마테오로도 알려짐)는 제2차 세계 대전 이후 사회민주당 의원이 되었고, 1970년에서 1972년까지 이탈리아 관광부 장관을, 1972년에서 1974년까지는 통상부 장관을 역임했다.

## 납치 및 사망
1924년 6월 1일, 경찰청장 에밀리오 데 보노는 내무부 "장관 대리" 명의의 전보로 암살단의 감시자인 오토 티어슈들(Otto Thierschädl)을 석방하라고 명령했다. 당시 내무부 장관 대리는 베니토 무솔리니 총리였다.
1924년 6월 10일, 마테오티는 의회로 걸어가던 중 다섯 명의 남자들에게 란치아 카파에 태워졌다. 그들은 아메리고 두미니(Amerigo Dumini), 알비노 볼피, 주세페 비올라(Giuseppe Viola), 암레토 포베로모, 아우구스토 말라크리아(Augusto Malacria)로, 모두 무솔리니의 비밀 정치 경찰 요원으로 활동했다. 차 안에서 그는 탈출을 시도하다 목수의 줄로 여러 차례 찔렸다. 그의 시신은 1924년 8월 16일 로마에서 북쪽으로 23킬로미터 떨어진 리아노 근처에서 광범위한 수색 끝에 발견되었다.

## 살해의 결과
마테오티의 죽음은 파시즘과 베니토 무솔리니 총리에 대한 광범위한 비판을 촉발시켰다. 마테오티의 실종 후 며칠 만에 마테오티가 정권 고위층의 지시에 의해 암살되었음이 명확해졌고, 이는 야당의 분노를 불러일으켰다. 살해 후 2주 이내에 범죄를 조사하기 위해 임명된 판사는 무솔리니 측근의 고위층을 체포하도록 명령했고, 무솔리니의 개인적인 개입에 대한 질문이 제기되었다.
그 몇 주 동안 "파시즘은 도덕적 문제가 해결되었음을 선언하기 위해 일련의 왜곡, 사법 방해, 그리고 붉은 청어를 내세웠다." 몇 주간의 혼란 끝에 무솔리니는 왕국 상원으로부터 찬성표를 얻었다.
모든 야당은 정부가 마테오티에게 무슨 일이 일어났는지 명확히 밝힐 때까지 의회 절차를 포기하기로 합의했으며, 이는 아벤티노 탈퇴로 알려지게 되었다. 이는 파시즘에 대한 대중의 불만을 지적하고 국왕에게 무솔리니를 해임하도록 압력을 가하는 "도덕적 문제"에 힘을 실어주려는 시도였다.
그러나 비토리오 에마누엘레 3세는 정부가 대의원의 대다수와 왕국 상원의 거의 전원으로부터 지지를 받고 있었기 때문에 행동을 거부했다. 더욱이 그는 무솔리니에게 사임을 강요하는 것이 쿠데타로 간주될 수 있으며, 이는 결국 군대와 국가안보의용민병대 사이의 내전으로 이어질 수 있다고 우려했다.
그러나 그 여름 동안, 마테오티의 살해 혐의자들에 대한 재판과 마테오티 시신 발견은 다시 한번 무솔리니에 대한 분노를 확산시켰다. 신문들은 그와 파시스트 운동에 대해 맹렬한 공격을 가했다.
9월 13일, 우익 파시스트 의원인 아르만도 카살리니는 반파시스트인 조반니 코르비에 의해 마테오티 살해에 대한 보복으로 전차 안에서 살해당했다.
1924년 가을 동안 파시스트당의 극단주의자들은 무솔리니에게 쿠데타를 위협했고 1924년 산 실베스트로의 밤에 그와 거래했다. 무솔리니는 역공을 고안했고, 1925년 1월 3일, 그는 반파시스트들을 공격하고 자신만이 파시즘의 지도자임을 확인하는 유명한 연설을 했다. 그는 반파시스트들에게 자신을 기소하라고 도전했고, 파시즘이 "이탈리아 최고의 젊은이들의 훌륭한 열정"이며, "모든 폭력"은 자신이 폭력 분위기를 조성했기 때문에 자신의 책임이라고 자랑스럽게 주장했다. 살인자들이 "고위직" 파시스트들이었음을 인정하면서, 히틀러가 나중에 장검의 밤 이후 그랬던 것처럼, 무솔리니는 수사적으로 잘못을 주장하며 "나는 일어난 모든 일에 대해 나 홀로 정치적, 도덕적, 역사적 책임을 진다. 만약 다소 불완전한 문장만으로도 사람을 교수형에 처할 수 있다면, 올가미를 내놓으라!"고 말했다. 무솔리니는 이탈리아에는 안정이 필요하며 파시즘은 어떤 방식으로든 이탈리아에 안정을 보장할 것이라고 경고하며 연설을 마쳤다.
이 연설은 이탈리아의 독재의 시작으로 간주된다.

### 그의 살해자들에 대한 재판
다섯 명의 남자들(아메리고 두미니, 파시스트 비밀경찰인 체카의 작전 책임자; 주세페 비올라, 알비노 볼피, 아우구스토 말라크리아, 암레토 포베로모)은 납치 후 며칠 만에 체포되었다. 다른 용의자인 필리포 판체리(Filippo Panzeri)는 체포를 피해 도주했다. 오직 세 명의 남자들(두미니, 볼피, 포베로모)만이 1926년에 유죄 판결을 받았고, 전해 여름에 무솔리니 정부가 승인한 사면령에 따라 곧 풀려났다.
살해자들에 대한 재판이 시작되기 전, 상원 고등법원은 파시스트 준군사조직인 국가안보의용민병대 (MVSN)의 사령관인 에밀리오 데 보노 장군에 대한 재판을 시작했지만, 그는 무죄 방면되었다.
제2차 세계 대전 후, 1947년에 프란체스코 준타, 체사레 로시, 두미니, 비올라, 포베로모, 말라크리아, 필리펠리, 판체리에 대한 재판이 재개되었다. 두미니, 비올라, 포베로모는 종신형을 선고받았다.
이 세 재판 중 어느 재판에서도 피고인의 사망으로 인해 재판이 소멸되었으므로 무솔리니의 개입에 대한 증거는 선언되지 않았다.

### 무솔리니의 개입 혐의

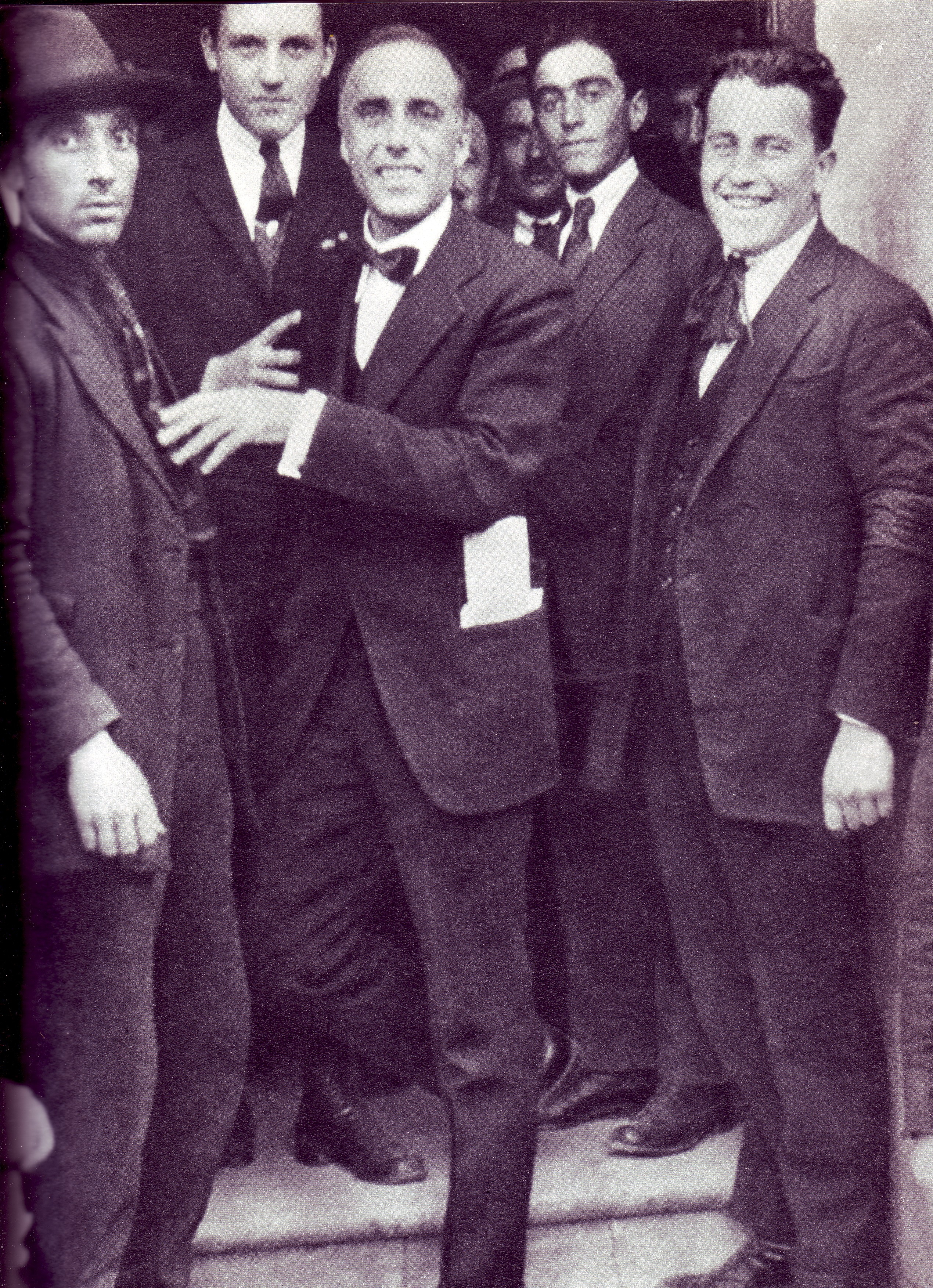
1920년대 동료 지지자들과 함께 있는 마테오티.

베니토 무솔리니의 암살 개입 여부는 많이 논의된다. 역사가들은 수년 동안 다른 이론들을 제시해왔다.
무솔리니의 첫 번째 중요한 전기 작가인 렌초 데 펠리체는 두체(Duce)가 무죄라고 확신했다. 데 펠리체는 무솔리니가 음모의 정치적 희생자이며, 살인 이후의 위기로 인해 거의 확실히 피해를 입었다고 주장했다. 많은 파시스트들이 당을 떠났고, 그의 정부는 붕괴 직전이었다. 그를 도운 아우렐리오 레프레(Aurelio Lepre)와 에밀리오 젠틸레 또한 두체의 무죄를 믿었다. 그러나 데 펠리체는 그의 연구 당시 쉽게 접근할 수 없었던 살인 수사와 관련된 많은 문서들을 연구할 기회가 없었다.
전 사회주의자이자 반파시스트 언론인인 카를로 실베스트리는 1924년에 무솔리니를 강력히 비난했다. 나중에 그가 이탈리아 사회공화국에 합류했을 때, 그는 무솔리니가 자신에게 마테오티 사건의 서류를 보여주었다고 주장했으며, 결국 그는 마음을 바꾸었다. 실베스트리는 무솔리니를 변호하기 시작했고, 마테오티가 무솔리니가 좌파 정부(사회주의자와 민중당의 참여)를 수립하려는 시도를 방해하고 왕실(미국 석유 회사 신클레어 오일과 함께)이 연루된 일부 스캔들을 은폐하기 위한 음모에 의해 살해되었다고 제안했다.
존 건터는 1940년에 "대부분의 비평가들은 오늘날 두체가 직접 암살을 명령했다고 생각하지 않는다... 그러나 그의 도덕적 책임은 논쟁의 여지가 없다"고 썼다. 아마도 부하들이 무솔리니의 바람을 스스로 납치와 살인을 저지름으로써 실행했다고 믿었을 것이다. 저스틴 폴라드와 데니스 맥 스미스를 포함한 다른 역사가들도 암살이 무솔리니에 의해 명령된 것이 아닐 가능성이 높다고 생각했다.
마우로 카날리는 1997년에 무솔리니가 마테오티가 무솔리니와 그의 동료들이 모든 이탈리아 석유 매장량에 대한 독점권을 신클레어 오일 코퍼레이션에 팔았음을 입증하는 문서를 발견하고 공개하려 했기 때문에 살인을 명령했을 가능성이 높다고 주장했다. 조반니 스파뉴올로(Giovanni Spagnuolo) 판사는 1946년 기소장에서 신클레어 오일 협정과 관련된 사업 단서에 대해 이 "가설은 가장 기본적인 논리와 충돌한다"고 자세히 반박하며 덧붙였다.
2024년 5월, 조르자 멜로니는 마테오티 사망 100주년 기념식에서 마테오티가 파시스트 부대에 의해 살해되었다고 말했지만, 무솔리니의 책임은 언급하지 않았다.

## 저작
- 1924 The Fascisti Exposed: A Year of Fascist Domination, OCLC 5305081, OCLC 47749 (1969)

## 유산
마테오티를 기리는 수많은 기념물이 세워졌으며, 납치 살해가 일어난 룽고테베레 아르날도 다 브레시아를 따라 로마 기념비가 있다.
- 플로레스탄 반치니 감독의 영화 마테오티의 암살 (1973)에서 마테오티는 프랑코 네로가 연기했다.
- 시대극 TV 미니시리즈 《무솔리니: 세기의 아들》(2024-2025)에서 마테오티는 가에타노 브루노가 연기했다.

## 참고 문헌
- 루이지 시아헬레드, Matteotti è vivente, 나폴리, Casa Editrice Vedova Ceccoli & Figli, 1924.
- 카를로 실베스트리, Matteotti, Mussolini e il dramma italiano, 로마, Ruffolo, 1947.
- 렌초 데 펠리체, Mussolini il fascista, I, La conquista del potere. 1921–1925, 토리노, Einaudi, 1966.
- 카를로 로시니, Il delitto Matteotti fra il Viminale e l’Aventino, 볼로냐, Il Mulino, 1968.
- 안토니오 G. 카사노바, Matteotti. Una vita per il socialismo, 밀라노, Bompiani, 1974.
- 에이드리언 리텔턴, La conquista del potere. Il fascismo dal 1919 al 1929, 로마-바리, Laterza, 1974.
- 이브 비치, Da Matteotti a Villamarzana. 30 anni di lotte nel Polesine (1915–1945), 트레비소, Giacobino, 1975.
- 카를로 실베스트리, Matteotti, Mussolini e il dramma italiano, 밀라노, Cavallotti editore, 1981.
- 알렉산더 J. 드 그랜드, Breve storia del fascismo, 로마-바리, Laterza, 1983.
- 마테오 마테오티, Quei vent’anni. Dal fascismo all’Italia che cambia, 밀라노, Rusconi, 1985.
- 파비오 안드리올라, Mussolini. Prassi politica e rivoluzione sociale, S.l., F.U.A.N., 1990.
- 마우로 카날리, Il delitto Matteotti. Affarismo e politica nel primo governo Mussolini, 카메리노, Università degli studi, 1996; 볼로냐, Il Mulino, 1997, 2004, 2015. ISBN 88-15-05709-9; 2004. ISBN 88-15-09729-5
- 발렌티노 자기, Giacomo Matteotti, 솜마캄파냐, Cierre, 2001. ISBN 88-8314-110-5
- 마르첼로 스탈리엔오, Arnaldo e Benito. Due fratelli, 밀라노, Mondadori, 2003. ISBN 88-04-51264-4
- 마우로 카날리, Il delitto Matteotti, 볼로냐, Il Mulino, 2004.
- 눈치오 델레르바, Matteotti: azione politica e pensiero giuridico, in "Patria indipendente", 28 maggio 2004, a. LIII, nn. 4–5, pp. 21–23.
- 스타니슬라오 G. 풀리에세, Fascism, Anti-fascism, and the Resistance in Italy: 1919 to the Present, Rowman & Littlefield, 2004. ISBN 0-7425-3123-6
- 엔리코 티오초, La giacca di Matteotti e il processo Pallavicini. Una rilettura critica del delitto, 로마, Aracne, 2005. ISBN 88-548-0041-4
- 잔파올로 로마나토, Un italiano diverso. Giacomo Matteotti, 밀라노, Longanesi, 2010.
- 조반니 보르고뇨네, Come nasce una dittatura. L'Italia del delitto Matteotti, 바리, Laterza, 2012. ISBN 978-88-420-9833-1
- 알렉산더 J. 드 그랜드, Italian Fascism: Its Origins & Development, University of Nebraska Press, 2000, ISBN 0-8032-6622-7
- 에이드리언 리텔턴, The Seizure of Power: Fascism in Italy, 1919–1929, Routledge, 2003, ISBN 0-7146-5473-6
- 스타니슬라오 G. 풀리에세, Fascism, Anti-fascism, and the Resistance in Italy: 1919 to the Present, Rowman & Littlefield, 2004, ISBN 0-7425-3123-6

## 같이 보기
- 일 델리토 마테오티 (플로레스탄 반치니, 1973). 마테오티 역은 프랑코 네로.